# Peru Township (Iowa)
Die Peru Township ist eine von 17 Townships im Dubuque County im Osten des US-amerikanischen Bundesstaates Iowa.

## Geografie
Die Peru Township liegt im Osten von Iowa an der Mündung des Little Maquoketa River in den oberen Mississippi, der die Grenze zu Wisconsin bildet. Die Stadt Dubuque, die das Zentrum der Region an der Schnittstelle der Staaten Iowa, Wisconsin und Illinois bildet, liegt unmittelbar südlich der Peru Township.
Die Peru Township liegt auf 42°35′38″ nördlicher Breite und 90°43′57″ westlicher Länge und erstreckt sich über 74,0 km², sie sich auf 64,7 km²  Land- und 9,3 km² Wasserfläche verteilen.
Die Peru Township grenzt innerhalb des Dubuque County im Süden an die Stadt Dubuque sowie die Dubuque Township, im Südosten an die Center Township und im Westen an die Jefferson Township. Die Nord- und Ostgrenze der Peru Township bildet der Mississippi, auf dessen gegenüber liegendem Ufer das Grant County in Wisconsin liegt.

## Verkehr
Durch die Peru Township verläuft im äußersten Süden ein kleiner Abschnitt des U.S. Highway 52, der hier mit dem Iowa Highway 3 deckungsgleich ist. Parallel zum Mississippi verläuft auf einer in der Nummerierung zwar untergeordneten aber befestigten Straße der Iowa-Abschnitt der Great River Road.
Direkt am Flussufer verläuft eine Eisenbahnlinie der Canadian Pacific Railway.
Der nächstgelegene Flugplatz ist der rund 25 km südlich gelegene Dubuque Regional Airport.

## Bevölkerung
Bei der Volkszählung im Jahr 2010 hatte die Township 1575 Einwohner. Innerhalb der Peru Township gibt es neben Streubesiedlung zwei selbständige Gemeinden (die beide über den Status "City" verfügen):
- Durango
- Sageville1

1 – überwiegend in der Dubuque Township